# Jägarskogens naturreservat
Jägarskogens naturreservat är ett naturreservat i Nykvarns kommun i Stockholms län.
Området är naturskyddat sedan 2009 och är 96 hektar stort. Reservatet omfattar en udde vid norra stranden av Norra Yngern. Reservatet består av gran- och tallskog, sumpskog och tallmosse med tall samt några ekar.

## Bildgalleri

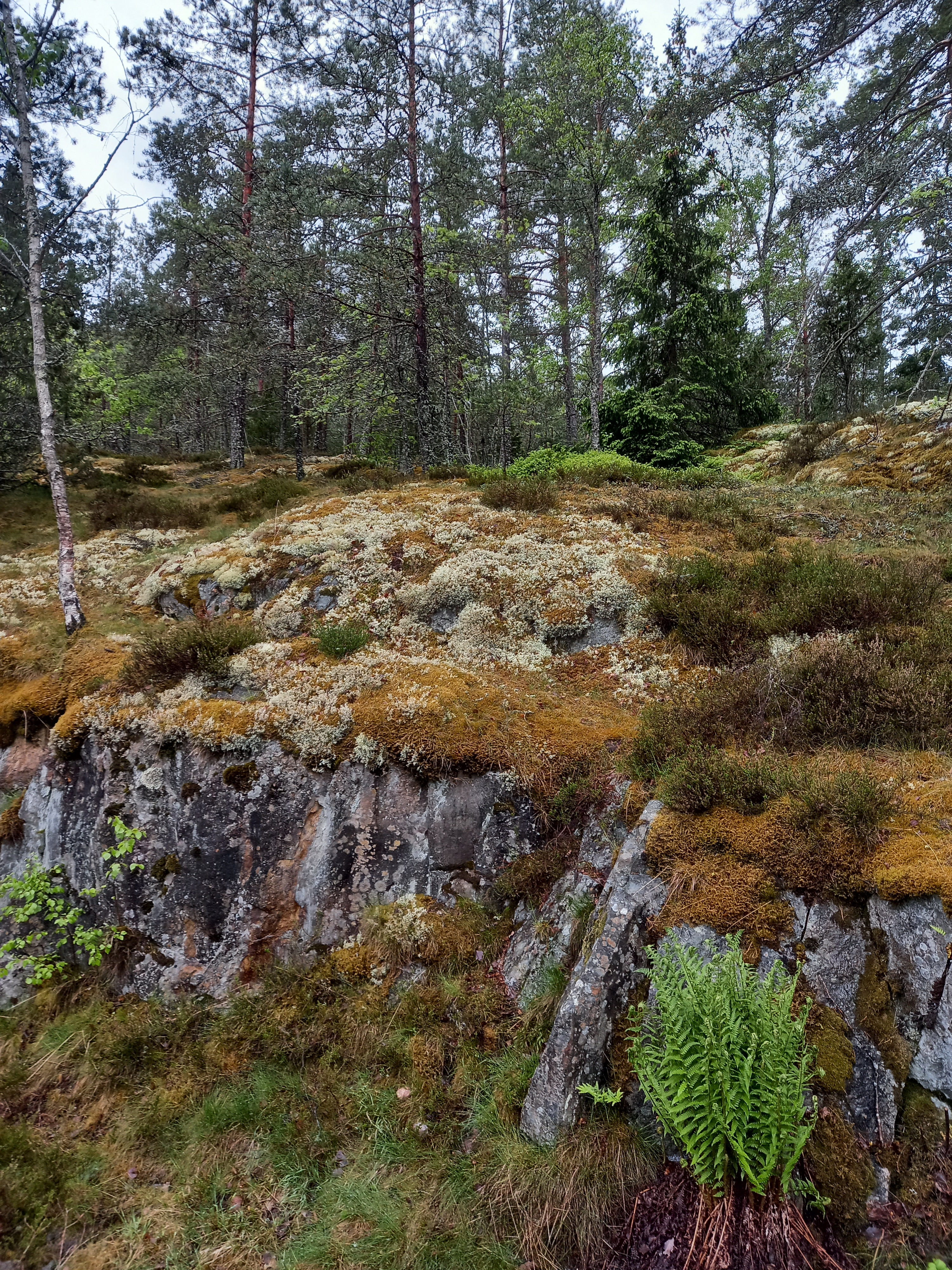
Kulle i Jägarskogens naturreservat.
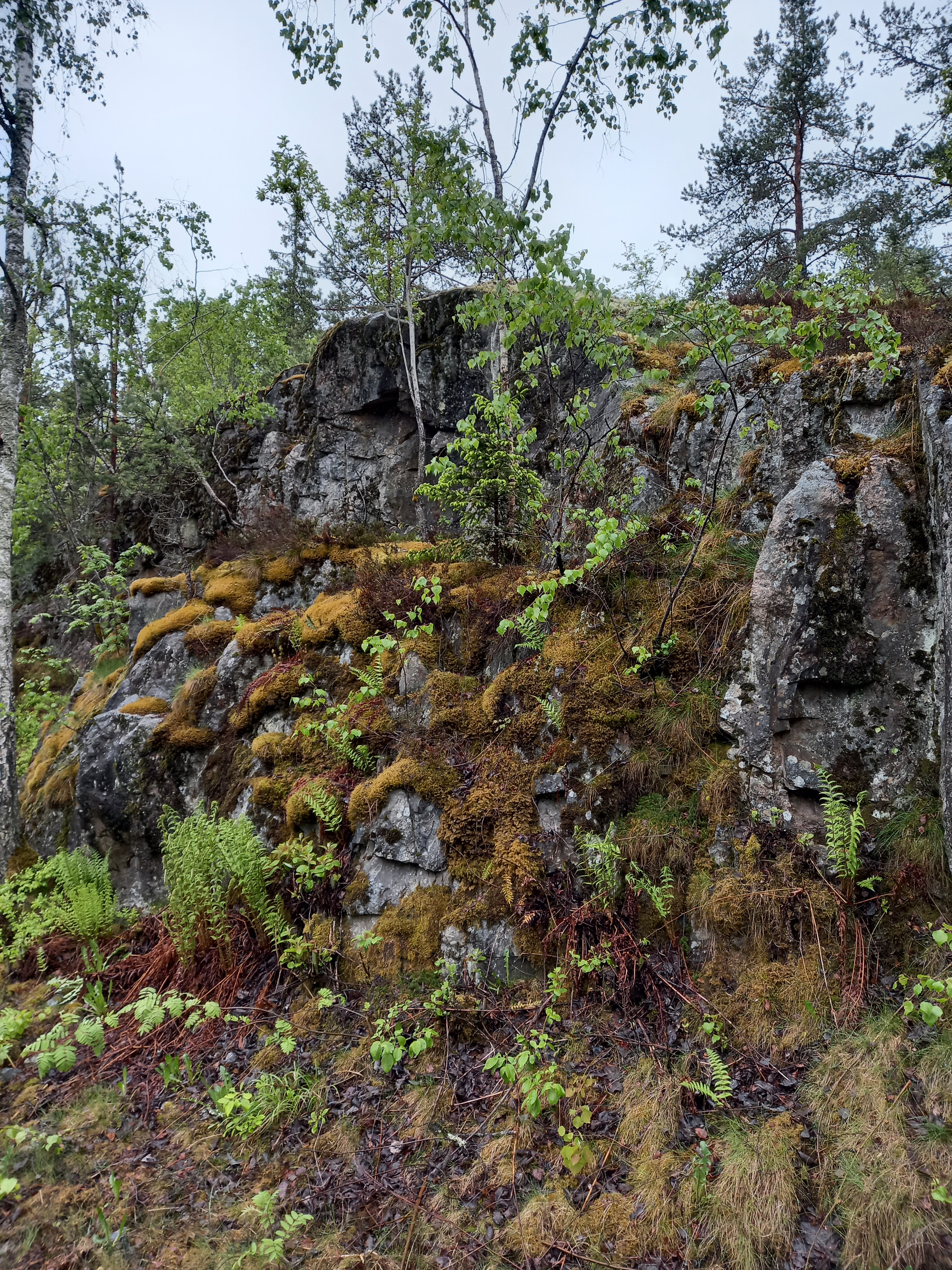
Ett foto till från samma område.